# Marc Filloux
Pour les articles homonymes, voir Filloux.
Marc Filloux est un journaliste français né le 2 novembre 1944 à Paris et mort vers le 15 avril 1974 au Cambodge.

## Biographie
Marc-Anselme Louis Albert Filloux, 29 ans, secondait le correspondant de l’Agence France Presse en poste à Luang Prabang au Laos, après avoir été stringer à Vientiane au début des années 1970. Il souhaitait rentrer en France, mais il n’y avait pas de poste vacant au bureau de l’AFP à Paris.
Le 10 avril 1974, passeport français en poche, il part de Vientiane avec sa compagne et traductrice laotienne Manivanh pour tenter d’obtenir une interview des dirigeants Khmers Rouges au Cambodge. Ils franchissent la frontière à pied en suivant la route no 13 qui s’enfonce dans la province de Stung Treng, tenue par les Khmers Rouges.
Ils n’ont pas parcouru cinq kilomètres en territoire cambodgiens lorsqu’ils sont arrêtés par les Khmers Rouges qui publient le 3 juin suivant un communiqué annonçant l’arrestation de « deux espions américains dont l’un a été exécuté. ».
Son ami le journaliste italien Tiziano Terzani, qui au dernier moment avait renoncé à accompagner Marc Filloux dans cette escapade, écrira à ce sujet que quelques années après, « des réfugiés ont rapporté avoir vu un étranger battu à mort en tant qu’espion peu après avoir traversé la frontière ».
Malgré les recherches, on ne saura plus rien de Marc Filloux et de sa compagne.

### Mémoire et postérité

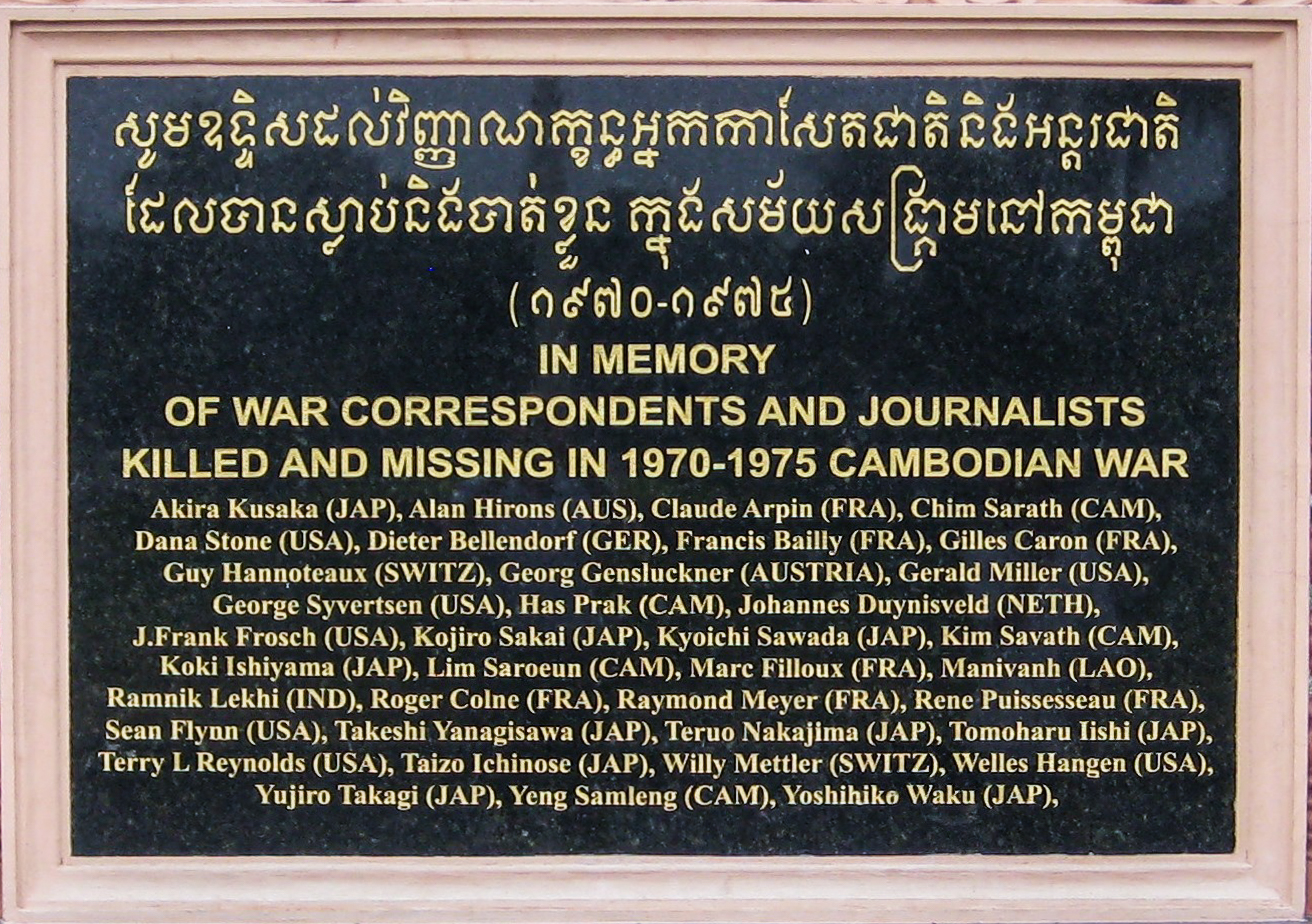
Mémorial à la mémoire des journalistes tués au Cambodge 1970-1975

Les noms de Marc Filloux et Manivanh sont inscrits sur le Mémorial des reporters de Bayeux ainsi que sur le monument à la mémoire des correspondants et journalistes tués ou portés disparus pendant la guerre du Cambodge 1970-1975 élevé à Phnom Penh en face de l'hôtel Le Royal en 2013, au parc Khan Doun Penh, puis déplacé non loin en 2017 au parc Sangkat Srah Chak.
Son nom figure sur le Freedom Forum Journalists Memorial au Newseum de Washington, DC depuis 2010.
Le journaliste Tiziano Terzani a dédié son livre In Asien à la mémoire de Marc Filloux.

## Article
- Marc Filloux, « Les révolutionnaires et les neutralistes laotiens tiennent l'extrême droite en échec », Le Monde Diplomatique (avril 1974)